# Multiplizität
Unter Multiplizität oder Entartungsgrad versteht man in der Quantenmechanik die Anzahl der orthogonalen Zustände, die zu einer bestimmten Observablen einen bestimmten Eigenwert gemeinsam haben. Diese Zustände sind also entartete Eigenzustände zu dieser Observablen.

## Grundprinzip am Beispiel des Spins
Ein Beispiel ist die Spinmultiplizität, die sich auf die Observable Gesamtspin einer Atomhülle bezieht. Im einfachsten Beispiel, dem Wasserstoffatom, kann das Elektron im Grundzustand einen von zwei orthogonalen Spinzuständen einnehmen. Ohne äußeres Magnetfeld haben die beiden Zustände denselben Eigenwert für die Energie und können also energetisch nicht unterschieden werden, d. h., sie bilden ein zweifach entartetes Energieniveau; die Multiplizität ist hier 2, das Niveau ist ein Dublett. In einem Magnetfeld spaltet das Niveau durch den Zeeman-Effekt in zwei Niveaus auf.
Ganz entsprechend heißt bei zwei Elektronen der Zustand mit Gesamtspin {\displaystyle S=0} Singulett, denn er spaltet nicht auf, und der Zustand mit Gesamtspin {\displaystyle S=1} Triplett, denn er spaltet im Magnetfeld dreifach auf.
Allgemein hat ein System mit Gesamtspin {\displaystyle S} die Spinmultiplizität {\displaystyle 2S+1}. Die {\displaystyle 2S+1} unabhängigen Zustände (und alle ihre Linearkombinationen) haben in vielen Fällen dieselbe Energie, unterscheiden sich aber z. B. in der Orientierung des Spins bezüglich einer ausgezeichneten Achse. Dies wird  durch die {\displaystyle 2S+1} verschiedenen Eigenwerte {\displaystyle m_{S}} der z-Komponente des Spins ausgedrückt (siehe z. B. Richtungsquantelung in einem Magnetfeld):
{\displaystyle m_{S}=\underbrace {-S,-S+1,\ldots ,S-1,S} _{2S+1\,{\text{Werte: Multiplizität}}}.}
Ein Energieniveau mit Spinmultiplizität {\displaystyle 2S+1} kann sich bei Auftreten zusätzlicher Wechselwirkungen in maximal {\displaystyle 2S+1} Niveaus aufspalten. In den Linienspektren von Atomen führt dies zu einer Feinstruktur.
| Spinquantenzahl {\displaystyle S} | magn. QZ des Spins {\displaystyle m_{S}} | Multiplizität {\displaystyle 2S+1} | Bezeichnung | Typ         |
| --------------------------------- | ---------------------------------------- | ---------------------------------- | ----------- | ----------- |
| 0                                 | 0                                        | 1                                  | Singulett   | Skalarboson |
| 1/2                               | −1/2, +1/2                               | 2                                  | Dublett     | Fermion     |
| 1                                 | −1, 0, +1                                | 3                                  | Triplett    | Vektorboson |
| 3/2                               | −3/2, −1/2, +1/2, +3/2                   | 4                                  | Quartett    | Fermion     |
| 2                                 | −2, −1, 0, +1, +2                        | 5                                  | Quintett    | Tensorboson |

## Multiplizität des Spins in Atomen und Molekülen
Bei Systemen aus mehreren Elektronen und/oder Atomkernen wird zwischen der Spin-Multiplizität der Elektronen und der Spin-Multiplizität der Atomkerne unterschieden.

### Multiplizität des Elektronenspins

#### Einelektronen-Systeme
Der Eigendrehimpuls eines Elektrons hat als Quantenzahl eines Elementarteilchens mit dem Spin {\displaystyle \textstyle S={\frac {1}{2}}} projiziert auf eine beliebige Raumrichtung zwei mögliche Einstellungen: parallel oder antiparallel. Es liegt demnach ein elektronischer Dublett-Zustand vor. Die Multiplizität des Einelektronen-Systems ist {\displaystyle \textstyle 2S+1=2}.
- Beispiel: Das Elektron eines einzelnen Wasserstoff-Atoms H• (So könnte es auch als Beispiel für ein Radikal mit null gepaarten Elektronen in der Tabelle unten stehen.)

#### Mehrelektronen-Systeme
Bei Atomen (bzw. Ionen) mit mehreren Elektronen und bei Molekülen muss zunächst die Gesamtspin-Quantenzahl {\displaystyle S} des gesamten elektronischen Systems ermittelt werden. Für ein Atom mit {\displaystyle n} Elektronen ist {\displaystyle S} gegeben durch
{\displaystyle S=\left|\sum _{i=1}^{n}m_{s_{i}}\right|,}
wobei {\displaystyle m_{s_{i}}} die Spinquantenzahl des {\displaystyle i}-ten Elektrons ist. Da die individuellen Spins gepaarter Elektronen aufgrund entgegengesetzter Ausrichtung nicht zum Gesamtspin beitragen, reicht es aus, die ungepaarten Elektronen zu zählen. Ihre individuellen Spin-Quantenzahlen {\displaystyle s=+1/2} addieren sich zur Gesamtspin-Quantenzahl {\displaystyle S=n_{\text{ungepaart}}/2.}
Als einfaches Beispiel kann das Heliumatom als 2-Elektronensystem dienen, dafür sind die Zustände {\displaystyle S=0} als Singulett (Parahelium) und {\displaystyle S=1} als Triplett (Orthohelium) möglich.
| System                                               | Beispiel                         | Elektronen im Grundzustand | Elektronen im Grundzustand | Gesamtspin-Quantenzahl {\displaystyle S} | Multiplizität {\displaystyle 2S+1} | Grundzustand          |
| ---------------------------------------------------- | -------------------------------- | -------------------------- | -------------------------- | ---------------------------------------- | ---------------------------------- | --------------------- |
| System                                               | Beispiel                         | gepaart                    | ungepaart                  | Gesamtspin-Quantenzahl {\displaystyle S} | Multiplizität {\displaystyle 2S+1} | Grundzustand          |
| die meisten Moleküle                                 | Wasserstoff-Molekül H-H          | alle (hier 1x2)            | 0                          | 0/2 = 0                                  | 2x0+1 = 1                          | Singulett             |
| Radikale                                             | Stickstoffmonoxid •N=O bzw. N-O• | hier 5x2                   | 1                          | 1/2                                      | 2x(1/2)+1 = 2                      | Dublett               |
| Biradikale                                           | Sauerstoff-Molekül •O-O•         | hier 5x2                   | 2                          | 2/2 = 1                                  | 2x1+1 = 3                          | Triplett              |
| Metallionen, vor allem der Nebengruppe, und Komplexe |                                  | …x2                        | {\displaystyle \geq 2}     | {\displaystyle \geq 1}                   | {\displaystyle \geq 3}             | Triplett, Quartett, … |

Der Zahlenwert der Multiplizität wird in den Termsymbolen links hochgestellt angegeben, die häufig zur Kennzeichnung der Quantenzustände von Atomen und Molekülen verwendet werden.
- Beispiel: Für Wasserstoffatome (H) im Grundzustand ist das Termsymbol 2S1/2 (Multiplizität 2).

#### Bedeutung: Auswahlregeln, Interkombinationsverbot
Die Spinmultiplizität spielt eine wichtige Rolle für die Auswahlregeln in der Spektroskopie bei Mehrelektronensystemen.
So erfolgen elektrische Übergänge besonders gut, wenn die Kopplung der Spins und damit die Multiplizität erhalten bleibt (erlaubter Übergang, z. B. Fluoreszenz aus dem ersten angeregten Singulett-Zustand in den Singulett-Grundzustand).
Dagegen gelten Prozesse, bei denen sich die Multiplizität ändert (Interkombination), nach dem in der Spektroskopie üblichen Sprachgebrauch als verboten (Interkombinationsverbot). Genauer ist damit ausgedrückt, dass sie meist nur in geringem Ausmaß bzw. „langsam“ (d. h. statistisch selten) stattfinden, wie z. B. in der Phosphoreszenz (Übergang aus dem tiefsten angeregten Triplett-Zustand in den Singulett-Grundzustand).

### Multiplizität des Kernspins
Der Spin der Nukleonen und ihr Bahndrehimpuls ergeben den Gesamtspin {\displaystyle I} des Kerns. Dieser wird meist als Kernspin bezeichnet, obwohl auch die Bahndrehimpulse der Nukleonen beitragen. Der Gesamtdrehimpuls {\displaystyle F} des Atoms ergibt sich aus Kerndrehimpuls {\displaystyle I} und Hüllendrehimpuls {\displaystyle J} und kann die Werte {\displaystyle I+J,I+J-1,\ldots ,\left|I-J\right|} annehmen, sodass die Multiplizität {\displaystyle 2I+1} für {\displaystyle I\geq J} und {\displaystyle 2J+1} für {\displaystyle J>I} ist.

## Multiplizität des Isospins
In der Kern- und Teilchenphysik wird der Formalismus auch für Multipletts von Atomkern-Zuständen und Elementarteilchen verwendet. Dies ist sinnvoll, weil Proton und Neutron bzw. up-Quark und down-Quark sehr ähnliche Massen haben und sich bezüglich der starken Wechselwirkung (Kernkräfte) gleich verhalten. Man kann sie daher als zwei (elektrische) Ladungszustände eines Teilchens beschreiben.

### Kernphysik
Beim Vergleich der Anregungsspektren von isobaren Atomkernen findet man in den verschiedenen Kernen analoge Zustände. Zum Beispiel gibt es in den Kernen {\textstyle {}_{\ 6}^{14}\mathrm {C} _{8}}, {\textstyle {}_{\ 7}^{14}\mathrm {N} _{7}} und {\textstyle {}_{\ 8}^{14}\mathrm {O} _{6}} Zustände mit gleichen Spin- und Paritätsquantenzahlen und näherungsweise gleichen Energieabständen. Diese interpretiert man als Isospintripletts. Andere Zustände, die nur in {\textstyle {}_{\ 7}^{14}\mathrm {N} _{7}} vorkommen, sind Singuletts.

### Teilchenphysik
Proton und Neutron und bilden ein Isospindublett (zwei Zustände des Nukleons). Ebenso gibt es weitere Hadronen, die Multipletts bilden. Zu Details siehe Meson und Baryon.

## Multiplizität des Schwachen Isospins
In der Theorie der elektroschwachen Wechselwirkung bilden linkshändige elementare Fermionen (Quarks und Leptonen) Dubletts, auf die dieser Formalismus ebenfalls anwendbar ist. Ein Beispiel ist das Dublett aus Elektron (e−) und Elektron-Neutrino ({\displaystyle \nu _{\mathrm {e} }}).